# Danh sách đảo Brasil
Đây là trang liệt kê danh sách đảo ở Brasil.
- Arquipelago de Fernando de Noronha
- Arquipélago de São Pedro e São Paulo (Saint Peter and Saint Paul Archipelago)
- Atol das Rocas (Rocas Atoll)
- Ilha de Boipeba
- Ilha de Maraca
- Ilha de Santa Barbara
- Ilha de Santa Catarina
- Ilha de Santo Amaro
- Ilha de São Luís
- Ilha Grande
- Ilha Itaparica
- Ilha Tinhare
- Ilha Trindade
- Ilhabela (quần đảo)
  - Ilha de São Sebastião
- Ilhas Cagarras (quần đảo)
- Ilhas Martim Vaz (quần đảo)
- Itamaracá
- Vitória (quần đảo)
  - Ilha de Vitória
- Bananal
- Ilha de Marajó
- Ilha Tupinambarana